# Karel Werner (indolog)
Karel Werner (12. ledna 1925, Jemnice – 26. listopadu 2019) byl český indolog, orientalista, religionista a filosof náboženství.

## Život
Karel Werner se narodil v Jemnici, kde dle svých slov prožil idylické dětství. Otec měl cukrárnu a matka byla kuchařkou. V roku 1933 byl dům rodiny Wernerových za hospodářské krize prodán ve dražbě pro neplacení splátek na hypotéku a rodina se odstěhovala do Znojma, kde Werner zahájil svá studia na reálném gymnasiu. Po mnichovské dohodě a začlenění Znojma do sudetského území pokračoval ve studiu na III. reálném gymnasiu v Brně, které dokončil po přerušení ke konci války na podzim 1945, načež se zapsal na filosofii a historii na Filosofické fakultě Masarykovy univerzity, kde se stal členem užšího filosofického kruhu žáků Josefa Ludvíka Fischera, a věnoval se též studiu sanskrtu a čínštiny jako samouk. V roce 1947 byl J. L. Fischer jmenován rektorem Palackého univerzity (PU) v Olomouci a vyzval jej k přestupu. Werner pokračoval u něj na Filosofické fakultě v Olomouci ve studiu filosofie a ve studiu klasické čínštiny jako žák Jaroslava Průška. Znalost sanskrtu si zdokonalil pod vedením Vincence Lesného, který jej přijal za asistenta Indologického semináře.
Doktorát získal poté, když obhájil disertační práci Významoslovný rozbor primitivních jazyků a složil rigorózní zkoušky z filosofie a indické filologie v jarním semestru 1949. Složil též závěrečné státní zkoušky z filosofie a historie jako kvalifikaci na místo středoškolského profesora. Byl pověřen přednáškami ze srovnávací gramatiky sanskrtu a z dějin Indie, a v Historickém ústavu přednáškami o starověkých dějinách Předního východu. Byl však kritizován pro nedostatek marxistického zaměření a v lednu 1950 byl vyšetřován Státní bezpečností pro styky se zahraničními návštěvníky.
Na vyzvání J. L. Fischera napsal studii K dějinám indického materialismu (aby si spravil „kádrový profil“), která byla odměněna zvláštní cenou Orientálního ústavu v Praze (1951), knižní publikace však neprošla cenzurním řízením z důvodu jejího „objektivistického“ zaměření. Na podzim téhož roku byla orientalistika na PU zrušena. Návrh prof. Lesného na Wernerovo převedení na Indologický seminář Karlovy univerzity neprošel kádrovým řízením a stejný osud stihl jeho žádost o učitelské místo na gymnasiu.
Nastoupil pak do podniku „Stavby silnic a železnic“, kde měl mimo jiné za úkol pořizovat popisy práce stavebních techniků a navrhovat jejich platové zařazení. To mu vyneslo označení v občanském průkazu jako „technický úředník“. Když pak musel po roce nastoupit v Nýrsku na Šumavě dvouletou vojenskou službu, prošel jen nejzákladnějším výcvikem a jako „technik“ se stal pomocníkem plukovního správce budov (1952–1954). Po návratu z vojny nedostal zpět své předchozí postavení a byl převeden do národního podniku „Restaurace a jídelny“ do oddělení „Práce a mzdy“ (1955). Po roce však ztratil (jako nekomunista) i toto místo a byl přeložen do „provozu“; zaučil se na vedoucího restaurace a vystřídal v této funkci několik podniků v Brně a okolí (1956–1960).
Pokud čas dovolil, Werner pokračoval ve svých studiích a publikoval články v časopisech v Anglii, západním Německu, Indii a na Srí Lance, což vedlo, v době četných soudních řízení proti „zaprodancům kapitalismu“, k několika týdnům vyšetřování Státní bezpečností pro podezření z příslušnosti ke špionážní skupině s úkolem podávat do zahraničí zprávy zakódované do textu jeho článků. Podklady nebyly dostatečné a Werner obstál při psychologicky zastrašovacím výslechu, takže nedošlo k vypracování obvinění, byl však dirigován na rok na práci v uhelných dolech a poté v jiných manuálních oborech (strojník v plynárně 1961–1964, instalatér 1964, řidič tramvaje 1964–1967).
Vyšetřování mělo vedlejší důsledek v tom, že při předávání restaurace novému vedoucímu za Wernerovy nepřítomnosti byl vyčíslen podstatný schodek v hospodaření a bylo proti němu zahájeno trestní řízení pro rozkrádání státního majetku. Prozkoumáním podkladů se mu však podařilo objevit chyby v účtování, čímž byl schodek snížen na zanedbatelnou částku. Přesto jej „dělnický“ soudce (jmenovaný do funkce po šestitýdenním kursu), který mu při přelíčení nedovolil mluvit, prohlásil vinným. V odvolacím řízení jej starší, plně kvalifikovaný soudce viny zprostil.
Po ztrátě akademického postavení Werner počal oceňovat praktické aspekty indických nauk, zvládl základní systém hatha jógy, věnoval se buddhistické meditaci a vedl tajný kroužek zájemců. Postupně též navázal písemné styky se zahraničními organizacemi: s Buddhistickou společností (Buddhist Society) v Londýně, s Buddhistickou vydavatelskou společností (Buddhist Publication Society) v Kandy, Sri Lanka, kterou vedl Nyanaponika Théra, mnich německého původu, s Jógickým ústavem v Santa Cruz, Bombay, a v Lonavle v Indii, v západním Německu s Buddhistickým seminářem po nauku o bytí (Buddhistisches Seminar für Seinskunde), jejž založil a vedl Paul Debes ze své chaty v Lüneburger Heide blízko Hamburku, s Jógickým ústavem ve Fuldě, který spravoval Dr. Otto Albert Isbert, a s řádovou organizací Árja Maitréja Man,.d,.ala (AMM), kterou založil v Indii Anagarika Govinda, lama německého původu, s označením „Vadžrajána Sangha“, a v západním Německu vedl Dr. med. Karl-Heinz Gottmann. Začal pak přispívat k rozvětvené podzemní publikační činnosti zaměřené na duchovní praxi pořizováním překladů buddhistických textů a spisů. S využitím článků o zavedení hathajógických cviků v Sovětské akademii věd (v podobě ranních „fyzminutek“) se mu podařilo prosadit do tisku první článek o hathajóze, což vedlo k pozvání k serii přednášek v Bratislavě, s televizním programem (1963), a o rok později v Brně a v dalších městech na Moravě, v Čechách a na Slovensku. Téhož roku jej Společenský Klub ROH První brněnské strojírny pověřil pořádáním kurzů jógy a umožnil mu pod svou záštitou založení Klubu jógy, který přetrval i dobu normalizace (1969–1989) a dále do doby obnovené demokracie.
Roku 1966 mu bylo zprostředkováno setkání v Halle (východní Německo) s Debesovou žačkou ze západního Německa za účelem diskuzí. V Halle bydlel Professor Heinz Mode, odborník na buddhistické sochařství na Sri Lance a v Indii, který věděl o Wernerových osudech, takže došlo k setkání. Téhož roku Werner navštívil Budapešť, kam jej pozval Dr. Hetényi, který vedl maďarskou odbočku AMM a tzv. Ústav buddhistické filosofie. Bylo mu též umožněno pozorovat skupinovou terapii v Léčebném ústavu pro tělesně i duševně postižené děti, který vedl Dr. Petö, jenž dosahoval velkých výsledků zvláštní metodou cviků inspirovaných jógou a čínskými cviky v kombinaci s recitací tibetských manter.
Terapeutické účinky praxe hathajógy byly demonstrovány i ve Wernerových kursech na případu člena orchestru brněnské opery, jenž trpěl vážnou psychosómatickou kondicí, která mu působila rozpaky během dlouhých operních jednání. Psychiatrické a psychoterapeutické léčení zůstalo bez účinku, načež mu krajský psychiatr poradil: „Běžte za tím potrhlým Wernerem, třeba Vám pomůže s tou jeho jógou.“ Jeho plné uzdravení již po několika týdnech vyneslo Wernerovi pozvání přednášet o „orientálních terapiích“ ve výročním doškolovacím kursu pro psychiatry a k nabídce místa vydavatele bulletinu Psychiatrický výběr v Psychiatrickém ústavu v Kroměříži (1967–1968) s výzkumným programem zaměřeným na zkoumání fyziologických procesů během praxe jógy a meditace a na možnost jejich terapeutického využití. Za tím účelem podstoupil příslušná měření na své osobě a školil tým lékařů a ošetřovatelů v praxi jógy.
Werner dostával od zmíněných zahraničních organizací pozvání k seminářům a konferencím, a proto žádal po řadu let bezvýsledně o pas. Roku 1967 jej dostal a ředitel Psychiatrického ústavu v Kroměříži mu povolil koncem září šestitýdenní „studijní cestu“ do západního Německa. Během „exercicií“ AMM v „Domu ticha“ (Haus der Stille) v Roseburgu mu bylo uděleno čestné členství řádu AMM a v lesním útulku Paula Debese v Lüneburger Heide vedl rozhovory s ním a jeho spolupracovníky a žáky. Na zpáteční cestě přes východní Německo byl hostem profesora Modeho v Halle, navštívil v Berlíně profesora J. H. Schultze, slavného autora „autogenního tréninku“, pobyl na Filosofické fakultě v Lipsku, kde mu Dr. Heinz Kucharski z Indologického semináře podal zprávu o činnosti jejich tajné jógické společnosti, a zúčastnil se čtení čínsných buddistických textů v Sinologickém semináři.
V lednu 1968 nastalo uvolnění politické situace a Werner podal žádost na Ministerstvo školství o obnovení svého akademického postavení, která však byla po dvou měsících zamítnuta. Nestraník nesměl vyučovat humanistické předměty ani za Dubčekova komunismu „s lidskou tváří“. Dne 8. května Werner založil v Brně za účasti vídeňských buddhistů „Buddhistický kruh Československa“. Všem jeho aktivitám však učinila konec sovětská invaze (21. srpna 1968). Aby se vyhnul opětnému pronásledování obnoveným totalitním režimem, Werner opustil rodnou zem dva dny po invazi a v Anglii nejprve pracoval v Cambridgi v univerzitní knihovně a současně v Churchillově koleji jako lektor sanskrtu. Roku 1969 získal místo docenta indické filosofie a náboženství na univerzitě v Durhamu, kde zavedl též kurzy sanskrtu, a vyučoval rovněž jógu a indickou civilizaci v extramurálních kurzech. Roku 1975 založil výroční akademická Symposia indických náboženství, která řídil po deset let a která dosud pokračují pod vedením voleného komitétu. Roku 2010 řídil Pětatřicáté symposium pořádané na počest jeho pětaosmdesátých narozenin. Vyučoval také v letní škole Buddhistické společnosti a v diplomových kurzech pro učitele jógy. V letech 1975–1976 byl hostujícím profesorem na univerzitách v Kandy (Peradeniya University, Sri Lanka), v Dharwaru (Karnataka State University) a ve Vanárasí (Benares Hindu University). Hostoval také na univerzitách v Cambridgi, Oxfordu, Lancastru, Manchesteru, Stirlingu a Londýně.
Roku 1990 Werner odešel do penze a v létě se zúčastnil jako předseda sekce pro náboženství konference původně emigrantské Společnosti vědy a umění, pořádané po pádu diktatury poprvé v Praze. V letech 1991–1993 byl dopisujícím členem České akademie věd, Ústavu pro studium náboženství, a v letech 1993–1998 hostujícím profesorem Masarykovy university v Brně v Ústavu religionistiky, který pomohl založit na Filosofické fakultě. V letech 1991–1993 byl několikrát hostujícím přednášejícím na turné po uměleckých památkách v Indii, Nepálu, Vietnamu a Kambodži. Procestoval též Barmu (Myanmar), Thajsko, Jávu, Bali, Čínu a Japonsko. V letech 2002–2007 byl hostujícím profesorem v Ústavu buddhistických studií Dongkuk Univerzity v Soulu a v Kjongdžu v Jižní Koreji. Od roku 1993 má čestné postavení jako profesor výzkumu na londýnské univerzitě v Ústavu pro studium náboženství Školy orientálních a afrických jazyků (SOAS).
Werner po invazi 1969 vycestoval s dosud platným pasem a dostal prostřednictvím československého velvyslanectví v Londýně prozatímní povolení pobývat v cizině. Jeho žádost o povolení trvalého pobytu v zahraničí byla ministerstvem vnitra zamítnuta v prosinci 1969, načež byl označen za ilegálního emigranta. Jeho první manželství bylo rozvedeno a on se znovu oženil koncem roku 1970. Žil se svou anglickou manželkou v Londýně.
Zemřel 26. listopadu roku 2019.
V lednu 2024 mu byla odhalena pamětní deska na základní škole v Jemnici, kterou navštěvoval, stejně tak ji navštěval i indolog Vincenc Lesný.

## Dílo
Werner se zabýval výzkumem védských hymnů, zejména pokud obsahují filosofické ideje nebo předjímají vznik jógy, a jejich původem v indoevropském dávnověku. Sledoval též vývoj jógické a buddhisticlé duchovní praxe a otázku znovuzrozování v indických naukách a v evropském myšlení. V této souvislosti se několikrát zabýval otázkou povahy osobnosti ve védech, upanišadách a v buddhismu. V době působení na Filosofické fakultě Masarykovy university (1993–1998) se věnoval na popud členů Ústavu religionistiky vypracování přehledných studií všech hlavních asijských náboženských tradic, které byly vydány pro studenty Masarykovou universitou (a později v přepracování pro veřejnost v komerčních nakladatelstvích). Je autorem mnoha studií v českém, především anglickém a spoře v německém jazyce.

## Náboženský a filosofický výhled
Werner byl vychován v římsko-katolické víře a v letech 1934–37 byl ministrantem v dominikánském klášteře ve Znojmě a členem řádu Legio angelica. Při vstupu na gymnasium (1936) udal jako důvod studia úmysl stát se knězem, svou víru však postupně ztratil během prvních dvou let gymnasiálního studia. Po dalších dvou letech tápání jej zaujala četba knih o orientálních náboženstvích a k ujasnění světonázorových problémů se rozhodl pro studium filosofie, rozšířené četbou z oboru srovnávacího náboženství. Filosofii chápe v sókratovském duchu jako hledání smyslu života, který však nelze s jistotou poznat, nýbrž pouze vytušit. Nicméně má za to, že je nerozlučně spjat s etickými zásadami. Je tedy možno žít filosoficky – slovy Roberta Konečného – „směrem smyslu života“.[6] Werner přiznává, že jsou mu filosoficky nejbližší nauky raného buddhismu, odvoditelné z Buddhových rozprav pálijského kánonu, které mu imponují zejména svým racionalismem a metodickými popisy meditativní praxe, nepokládá se však za „věřícího buddhistu“. Poukazuje na to, že jistota víry vede často na scestí, jak dokazují náboženské ortodoxie v minulosti i přítomnosti, což platí též o strnule zastávaných vědeckých teoriích, včetně biologického materialismu na způsob Richarda Dawkinse.[7] Uznává však platnost argumentů proti existenci všemohoucího a vševědoucího boha stvořitele. Místo pojmu víry, ale též namísto přijetí vědeckých teorií, jež někdy vedou k popření možnosti existence transcendentních realit, protože pro ně není objektivní důkaz, používá filosofický pojem „logické pravděpodobnosti“. Monoteismu i vědeckému materialismu jako světovým názorům přiznává velmi malou míru pravděpodobnosti, střízlivému pojetí zásad a rozkladů, obsažených v Buddhových rozpravách však je ochoten připsat velkou míru logické pravděpodobnosti a užitečnost jako vodítka pro život ve směru smyslu života. Je si vědom toho, že často přívrženci buddhismu, zejména mnichové, přijímají a vykládají buddhismus více méně na základě osobní víry v doslovnou platnost Buddhových výroků, a pokud ji někteří podkládají tvrzeními nebo náznaky osobní zkušenosti, Werner si k nim zachovává zdrženlivý postoj a přijímá jen to, co mu potvrdí jeho vlastní zkušenost a úvaha. V tom se vlastně řídí radou, obsaženou v nejčastěji citované Buddhově rozpravě.[8]

## Politické názory
V době po ztrátě náboženské víry Werner koketoval nějakou dobu s marxismem pod vlivem svého staršího bratra, brzy se však od něj distancoval, zejména pod vlivem četby spisů T. G. Masaryka, a stal se trvale přesvědčeným antikomunistou. Po válce vstoupil do národně socialistické strany a stal se předsedou její odbočky na Filosofické fakultě v Brně s vyhlídkou zařazení na kandidátskou listinu ve volbách plánovaných na červen 1948. Poněkud rozčarován vnitřními poměry ve straně, nepokračoval po přestupu (1947) na fakultu v Olomouci v politické činnosti a soustředil se na studium. Následkem toho nebyl postižen čistkami ihned po únorovém puči. V emigraci, již jako britský občan, se v době ohrožení demokracie levicovými odbory aktivně zapojil do boje za její zachování v organizaci „Sdružení pro svobodu“ (Freedom Association) a byl předsedou její odbočky v severovýchodní Anglii. Evropskou unii (European Union) Werner považuje v její vnitřní struktuře za nákladnou obdobu Sovětského svazu s „nomenklaturou“ nezvoleného vedení, impotentním parlamentem a vnitřní korupcí, a s neprůhledným finančním účtováním, které nebylo téměř dvacet let podrobeno nezávislé kontrole. Původní souhlas s členstvím byl dle Wernera od britského lidu získán podvodnou agitací, jež zamlčela cíl politické unie a vydávala její, ve skutečnosti přechodné stadium jako Evropského hospodářského sdružení (European Economic Community), za trvalé. Werner se stal členem politické strany United Kingdom Independence Party (UKIP) ihned po jejím vzniku, když zjistil, že usiluje o vystoupení Spojeného království z Evropské unie. Nákladný ekologický program Evropské unie považuje za vědecky neodůvodněný a provázený korupčními a finančními machinacemi a pokusy upravovat či falšovat počítačové předpovědi oteplování zemské atmosféry následkem moderních technologií. Postupným vládám vytýká nerozlišující imigrační politiku, jež vede k neúměrnému nárůstu muslimského obyvatelstva, které většinou odolává asimilaci, a v poslední době jeho značná menšina úspěšně usiluje o podvojné zákonodárství zaváděním tribunálů na základě islámského práva Šaria, některých s úředním schválením, jiných mimo zákon. Současné zákonodárné iniciativy rozšířit definici manželství, aby zahrnula homosexuální partnerské vztahy, považuje za logickou kontradikci, jež nepatří do oblasti zákonodárného procesu a nebude mít obecnou lidskou platnost, i když projde formální parlamentní procedurou. Krátce po „sametové revoluci“ Werner zakusil za prvních návštěv staré vlasti jako „posrpnový emigrant“ na několika úředních místech urážlivé jednání. Je si vědom toho, že Václav Havel byl poprvé zvolen prezidentem komunistickým parlamentem, který měl původ v násilném uchopení moci a kontinuitu na základě nesvobodných voleb a byl tedy ilegální. To snad je jedním z důvodů, že valná část komunistů (i když někteří stranu opustili) zůstala na vysokých místech a mnozí si podrželi svou hospodářskou moc. Komunisty pronásledovaným jedincům a navrátivším se emigrantům byly stavěny v cestu překážky. Werner je toho názoru, že komunistická strana měla být pro své zločiny zrušena a v zemi provedena důsledná „dekomunizace“ (podobně jako denacifikace v Německu). Má za to, že k obrození politického života v zemi nedošlo; chybí v něm osobní integrita politiků i poctivost a převládá v něm korupce a cynismus. Z toho plynoucí rozčarování obyvatelstva je zjevné z nízké účasti na volbách. Z těchto důvodů Werner od počáteční myšlenky usadit se znovu ve vlasti, k níž byla jeho anglická manželka příznivě nakloněna, poměrně záhy upustil. Současnou situaci ve Spojeném království považuje Werner za velice špatnou. Kritizuje britskou imigrační politiku a především pak s tím spojený nárůst muslimů v Londýně.Globální oteplování považuje za výmysl ekologické lobby.